# Села-при-Собрачах
Села-при-Собрачах (словен. Sela pri Sobračah) — поселення в общині Іванчна Гориця, Осреднєсловенський регіон, Словенія. Висота над рівнем моря: 360,8 м.